# Palacio de Gobierno de Tlaxcala

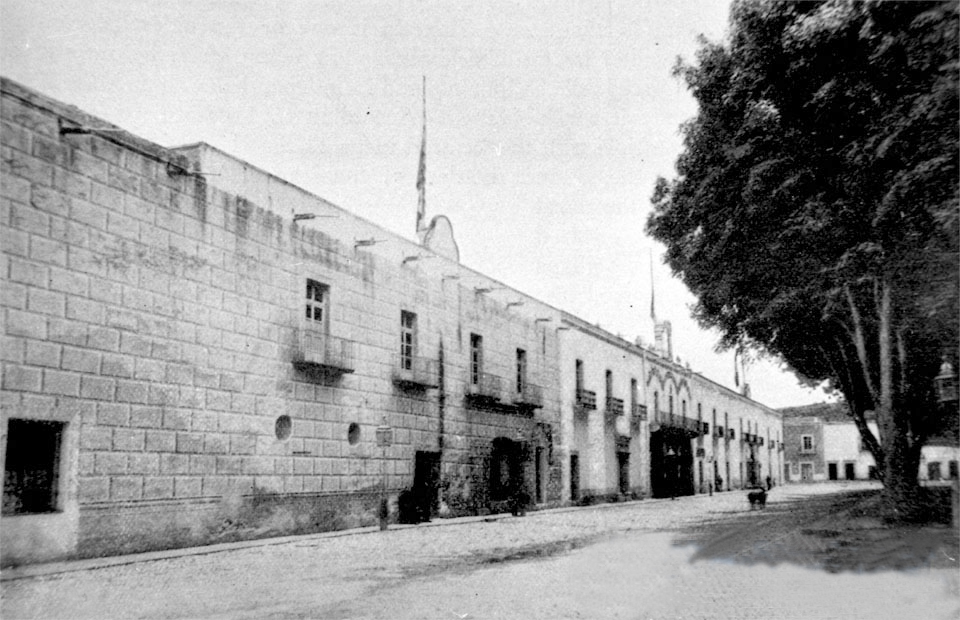
Palacio de Gobierno construido en 1545.

El Palacio de Gobierno del estado de Tlaxcala fue construido en 1545; fue residencia de Luis de Moscoso, Corregidor de la Provincia de Tlaxcala. El edificio original, ha sido identificado como una muestra del mudéjar portugués, sufrió importantes daños con el terremoto de 1711 y tuvo que ser reconstruido. En el interior la planta baja presenta arcos rebajados, sobre columnas ambas en piedra tallada; las paredes de la arcada y de la escaleras están cubiertas de murales al fresco obra del pintor tlaxcalteca Desiderio Hernández Xochitiotzin que representan escenas fundamentales de la historia tlaxcalteca.

## Historia
Fue la casa de Hernán Cortés, su construcción se inició en 1545 y ha albergado la Alcaldía, la Alhóndiga y las Casas Reales.
Constantes intervenciones han dado como resultado que los tlaxcaltecas se sientan orgullosos de presumirlo, ante propios y extraños.
Detalles de su construcción se pierden en la noche de los tiempos, sin embargo se establece que fue emprendida por el oidor Santillán, siempre ha sido el lugar donde se asienta el poder, el gobierno y el sitio desde donde se ha fraguado el progreso de Tlaxcala.
Cuando Hernán Cortés vislumbró a lo que era la ciudad de Tlaxcallan, quedó impresionado por la blancura de sus edificios, decidió establecer sus aposentos en la naciente ciudad de Tlaxcala, corría el año de 1520.
El edificio ha sufrido transformaciones a través del tiempo como resultado de una inundación en el siglo XVII, un terremoto en el siglo XVIII y un incendio a principios de la Revolución Mexicana.
La historia del edificio dice que casi fue destruido totalmente, la parte más antigua es la parte central donde están los tres arcos de piedra, actualmente en su parte alta se ubica el despacho del gobernador.
En el cubo de la escalera en la década de los 1950 fueron colocadas las imágenes de Xicohténcatl Axayacatzin y de los cuatro tecuhtlis de los cuatro señoríos de la antigua República de Tlaxcallan. También se pueden apreciar imágenes de Lorenzo Mazihcatzin, Gonzalo Huexolotzin, Vicente Xicohténcatl y Bartolomé Zitlalpopoca.
En la parte de poniente, donde se ubicaba la alhóndiga o almacén de granos durante la época colonial y en la parte poniente la arcada es de estilo mudéjar, una mezcla de la arquitectura árabe con la española.
En la parte baja se encuentran los murales que narran la historia de Tlaxcala, obra del muralista tlaxcalteca Desiderio Hernández Xochitiotzin, en la planta alta se ubican el Salón Rojo, el Salón Verde y la Sala de Gobernadores.
El edificio siempre ha sido sede del poder desde tiempos de la colonia hasta hoy. En el edificio oriente se ubica el balcón central donde se celebra la ceremonia del “Grito de Independencia”, el 15 de septiembre.
En su parte frontal presenta tres veces el escudo de Tlaxcala, tiene un ángel y en la parte de arriba una réplica de la campana de Dolores, fue colocada durante la administración del exgobernador Joaquín Cisneros Molina.
En el Salón Rojo se realizan las reuniones de trabajo del gabinete, su elegancia y sobriedad recuerdan la influencia francesa, en el techo se observan alegorías referentes a la industria.
El Salón de Gobernadores contiene los retratos al óleo de los gobernadores de Tlaxcala hasta nuestros días y en el salón Verde es posible conocer el verdadero rostro de Benito Juárez, en 1972 se colocó su rostro fundido en bronce cuya imagen fue tomada durante su sepelio.
Más arriba se ubica el águila porfiriana de frente, flanquean al conjunto dos columnas salomónicas, una enredadera, pilastras adosadas y sus molduras son de color blanco elaboradas en argamasa.
Este Palacio de Gobierno es uno de los primeros que se edificaron en la Nueva España, el arco  a poniente del edificio es de forma lobulada.
Es una mezcla de la arquitectura árabe, española y reminiscencias prehispánicas que los labradores de cantera tlaxcalteca decidieron plasmar, tal vez en su memoria fresca en honor a sus dioses.
La obra de cantería contiene labrada flor de cepmasúchil o "flor de muerto", se le denomina “arte tequitqui”, haciendo alusión al pago de tributo de la Nueva España a la corona.
Tiene los tres arcos que representan las tres divinas personas, Dios Padre, Dios Hijo y Dios Espíritu Santo, porque aunque en la actualidad tenga solamente un uso civil fue construido en una época donde predominaba la religiosidad.
El Palacio de Gobierno muestra el resultado de la fusión de dos culturas, la española y la indígena, en este lugar se tiene una connotación importante, es la cara indígena y española que da como resultado una arquitectura “sui generis” en el país.
La fachada actual destaca por su capa de ladrillo, recubierta por una capa de “petatillo” de ladrillo que fue colocada en 1926.
La piedra y el labrado de cantera provienen del actual municipio de Xaltocan, lugar en donde el tallado de la piedra alcanzó niveles de excelencia por su perfección, cabe destacar que en aquel tiempo los tlaxcaltecas innovaron en el traslado de bloques monolíticos.
Llegado el momento de trasladar los bloques de piedra labrada, los antiguos tlaxcaltecas no utilizaron los troncos de madera para traer desde Xaltocan la piedra labrada, sino que idearon una carretera con pencas de maguey.
Desde el sitio de labrado colocaron miles de pencas de maguey sobre las que transportaron los bloques de piedra, y poca gente sabe que utilizaron este método de transporte.
La savia del maguey, esparcida en varias capas, permitió el rápido y fácil desplazamiento de los enormes bloques de piedra, creando algo así como una pista de hielo que gracias a la savia de los magueyes hizo más rápido el traslado.
El tallado de la cantera nos muestra en la actualidad flores de zapote, plantas de capulín que causa la admiración de los visitantes, la fachada es bellísima y el interior del palacio impresionante.
En el interior, además de los salones Rojo, Verde y de Gobernadores existe un pequeño patio. Era el patíbulo en tiempos de la conquista, incluso existe una placa de referencia de una de las últimas ejecuciones.
Podemos apreciar en el techado que en el edificio poniente es de viguería, pasando al edificio central el techado es de bóveda tabicada, un techado que se utilizaba en el siglo pasado.
Esta parte fue incendiada durante la época de la Revolución Mexicana, se reconstruyó el techo y en el cubo de la escalera hay labrados en piedra a los cuatro señores de Tlaxcala.
En suma, el Palacio de Gobierno de Tlaxcala es históricamente el lugar más importante para los tlaxcaltecas, políticamente es el sitio donde han despachado los gobernantes, hasta nuestros días.

## Murales

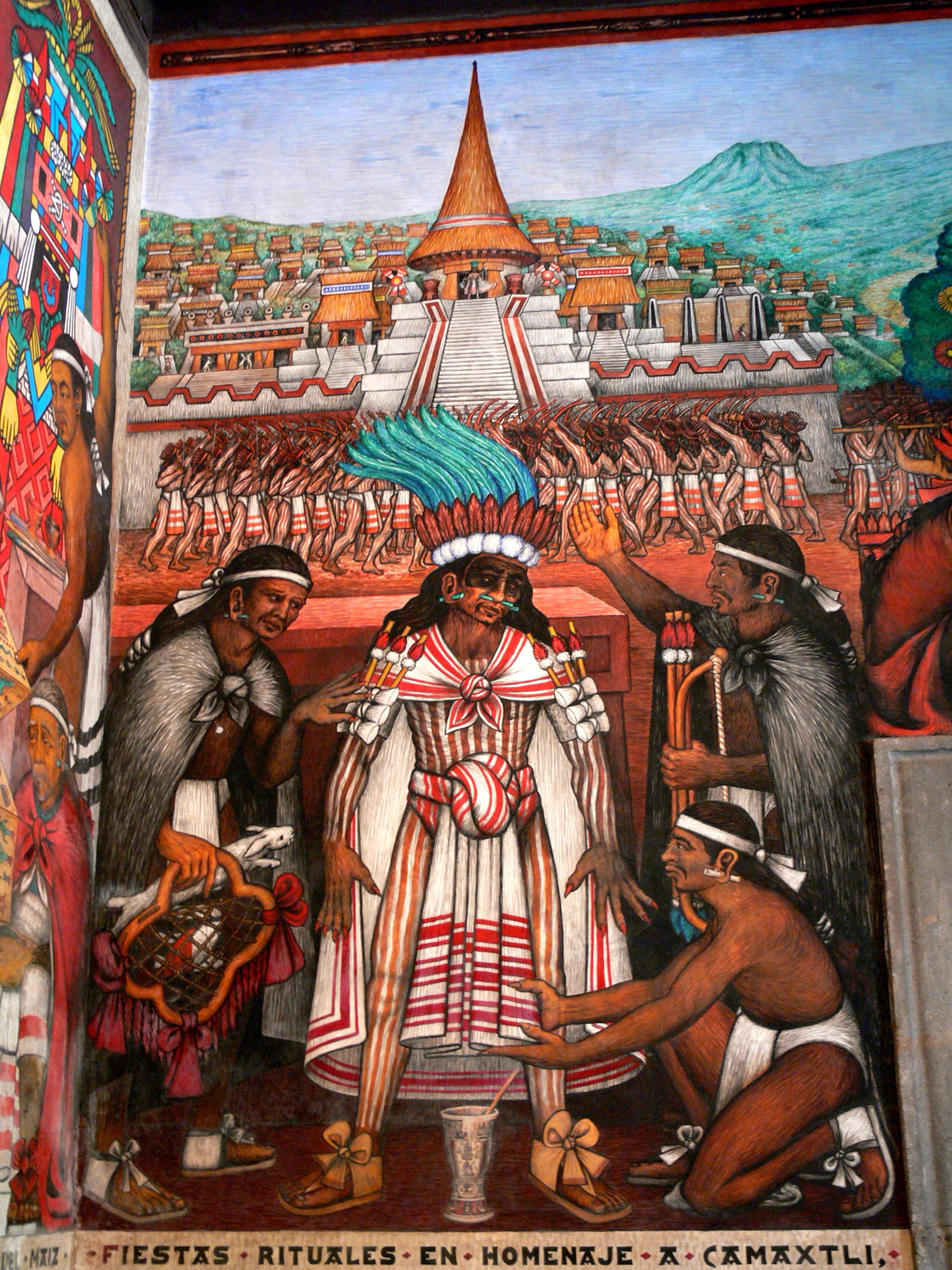
Mural en el Palacio de Gobierno de Tlaxcala. Homenaje a Camaxtli.

La realización de estos magníficos murales, trabajados al fresco y acuarelados al estilo florentino, se proyectaron por vez primera en enero de 1953 en casa del poeta y dramaturgo Miguel N. Lira. Pero no sería hasta 1957 cuando se iniciaron los murales, que constituyen el "programa plástico más ambicioso de Xochitiotzin". La primera etapa del proyecto duró diez años durante los que el autor investigó, diseñó, llevó a cabo bocetos, preparó muros y concluyó los primeros 285 metros cuadrados de mural, correspondientes a la planta baja del Palacio de Gobierno. Posteriormente, de 1967 a 1968, el maestro Xochitiotzin elabora el mural La Conquista.
En las siguientes dos décadas, a partir de 1987, inicia los murales El siglo de oro tlaxcalteca, localizados en la escalera monumental. En el muro sur de la escalera, se comienza a plasmar en 1990 el mural Del siglo de las luces al porfirismo de Tlaxcala y México.